# Lioptilodes ockendeni
Lioptilodes ockendeni là một loài bướm đêm thuộc chi Lioptilodes, có ở Bolivia và Peru. Loài bướm này bay vào tháng 3, tháng 6 và tháng 8, và có sải cánh khoảng 34-37 milimét.